# Ich will auch in die Schule gehen
Ich will auch in die Schule gehen (schwedisch Jag vill också gå i skolan) ist ein Buch von Astrid Lindgren. Es führt die Geschichte der beiden Geschwister Peter und Lena aus dem Buch Ich will auch Geschwister haben fort.

## Handlung
Da seine kleine Schwester Lena unbedingt auch mal in die Schule gehen möchte, nimmt Peter diese eines Tages mit. Peter zeigt ihr den Schulweg und erklärt ihr, an welchen Stellen Lena besonders vorsichtig sein soll. Dann lernt Lena den Schulalltag kennen. Sie darf auf dem Stuhl von Lisa sitzen, die an dem Tag krank ist und nicht zur Schule kommen kann. Lena sieht Peter beim Rechnen und Schreiben zu. In der Pause spielen Lena und Peter auf dem Schulhof. Als Peters Mitschüler Pelle sagt, dass er es blöd findet, kleine Kinder mit in die Schule zu nehmen, prügeln sich Pelle und Peter heftig. Lena hat Angst, mag das aber nicht zeigen, daher ist sie glücklich, als die Schulglocke läutet und es zum Biologieunterricht geht. Hier kann Lena sogar etwas zum Unterricht beitragen, denn sie erkennt, dass es sich bei dem Vogel, den die Lehrerin den Schülern zeigt, um einen Buchfink handelt. Lena begleitet Peter auch beim Frühstück im Essraum, beim Turnen und beim Lesen. Schließlich scheint auch Pelle nichts mehr gegen kleine Kinder in der Schule zu haben. Als Lena und Peter abends zu Hause sind, ist Lena froh, endlich genau zu wissen, wie es in Peters Schule ist.

## Veröffentlichungen
1951 erschien das Buch erstmals in Schweden, unter dem Titel Jag vill också gå i skolan. Illustriert wurde diese Auflage von Birgitta Nordenskjöld. 1964 wurde das Buch in Deutschland veröffentlicht. Übersetzt wurde es von Silke von Hacht. Die deutsche Ausgabe wurde von Margret Rettich illustriert. 1979 erschien die schwedische Neuauflage mit Bildern von Ilon Wikland. Diese Ausgabe wurde 1980 auch in Deutschland veröffentlicht. 2002 wurde Ich will auch in die Schule gehen als Hörbuch von Universal Familiy/Oetinger auf CD veröffentlicht. Gelesen wird die Geschichte von Manfred Steffen.
Im Juli 2017 erschien die Geschichte beim Oetinger Verlag in neuer Ausgabe als Hörbuch auf CD. Gelesen wird die Geschichte von Ursula Illert.

## Rezeption
Publishers Weekly findet, dass Ich will auch in die Schule gehen eine beruhigende Antwort auf die Fragen junger Kinder zum Schulbeginn gibt. Außerdem werden die belebten, fröhlichen Illustrationen von Ilon Wikland gelobt.
Stiftung Lesen meint, das Buch sei ideal für die Schultüte. Es sei gut zum Vorlesen und später zum Selberlesen.
Kirkus Rewievs findet die Illustrationen von Ilon Wikland einprägsamer als den Text von Astrid Lindgren. Die überfüllten, farbenfrohen Illustrationen seien unterhaltsam und detailreich.